# Malina (álbum)
Malina é o quinto álbum de estúdio da banda norueguesa de metal progressivo Leprous, lançado em 25 de agosto de 2017, pela Inside Out Music. A lista de faixas foi revelado em 16 de junho de 2017, mesmo dia em que o single "From the Flame" foi lançado. Em 28 de julho de 2017, o segundo single, "Stuck", foi lançado. Um vídeo para "Iluminate" foi revelado em 17 de agosto de 2017. Malina é o primeiro álbum com o guitarrista Robin Ognedal, e o primeiro sem o também guitarrista Øystein Landsverk.

## Faixas
Todas as letras escritas por Tor Oddmond Suhrke, exceto onde especificado, todas as músicas compostas por Einar Solberg, exceto onde especificado.
| N.º            | Título                                                       | Duração |  |
| 1.             | "Bonneville" (letra: Einar Solberg)                          | 5:28    |  |
| 2.             | "Stuck" (letra: Tor Oddmond Suhrke, Einar Solberg)           | 6:48    |  |
| 3.             | "From the Flame" (música: Einar Solberg, Tor Oddmond Suhrke) | 3:51    |  |
| 4.             | "Captive"                                                    | 3:43    |  |
| 5.             | "Illuminate" (música: Einar Solberg, Baard Kolstad)          | 4:21    |  |
| 6.             | "Leashes"                                                    | 4:09    |  |
| 7.             | "Mirage" (letra: Einar Solberg, Milica Maric)                | 6:48    |  |
| 8.             | "Malina" (letra: Einar Solberg)                              | 6:15    |  |
| 9.             | "Coma"                                                       | 3:55    |  |
| 10.            | "The Weight of Disaster"                                     | 6:00    |  |
| 11.            | "The Last Milestone" (letra: Einar Solberg)                  | 7:30    |  |
| Duração total: | Duração total:                                               | 58:48   |  |

| Faixa bônus do CD/LP |                |         |  |
| N.º                  | Título         | Duração |  |
| 12.                  | "Root"         | 4:08    |  |
| Duração total:       | Duração total: | 62:56   |  |

## Créditos
- Einar Solberg – vocais, teclados
- Tor Oddmund Suhrke – guitarra
- Robin Ognedal – guitarra
- Baard Kolstad – bateria
- Simen Daniel Børven – baixo
- Raphael Weinroth-Browne – violoncelo, cordas

## Paradas
| Parada (2017)                         | Melhor colocação |
| ------------------------------------- | ---------------- |
| Áustria (Ö3 Austria Top 40)           | 42               |
| Bélgica (Ultratop Flandres)           | 52               |
| Bélgica (Ultratop Valônia)            | 138              |
| Países Baixos (Dutch Charts)          | 68               |
| Finlândia (Suomen virallinen lista)   | 23               |
| França (SNEP)                         | 182              |
| Alemanha (Offizielle Deutsche Charts) | 34               |
| Suíça (Schweizer Hitparade)           | 39               |